# 245890 Krynychenka
245890 Krynychenka este un asteroid din centura principală de asteroizi.

## Descriere
245890 Krynychenka este un asteroid din centura principală de asteroizi. A fost descoperit pe 25 august 2006 la observatorul astronomic din Andrușivka. Asteroidul prezintă o orbită caracterizată de o semiaxă mare de 3,16 ua, o excentricitate de 0,27 și o înclinație de 19,8° în raport cu ecliptica.